# Egito na Idade Média

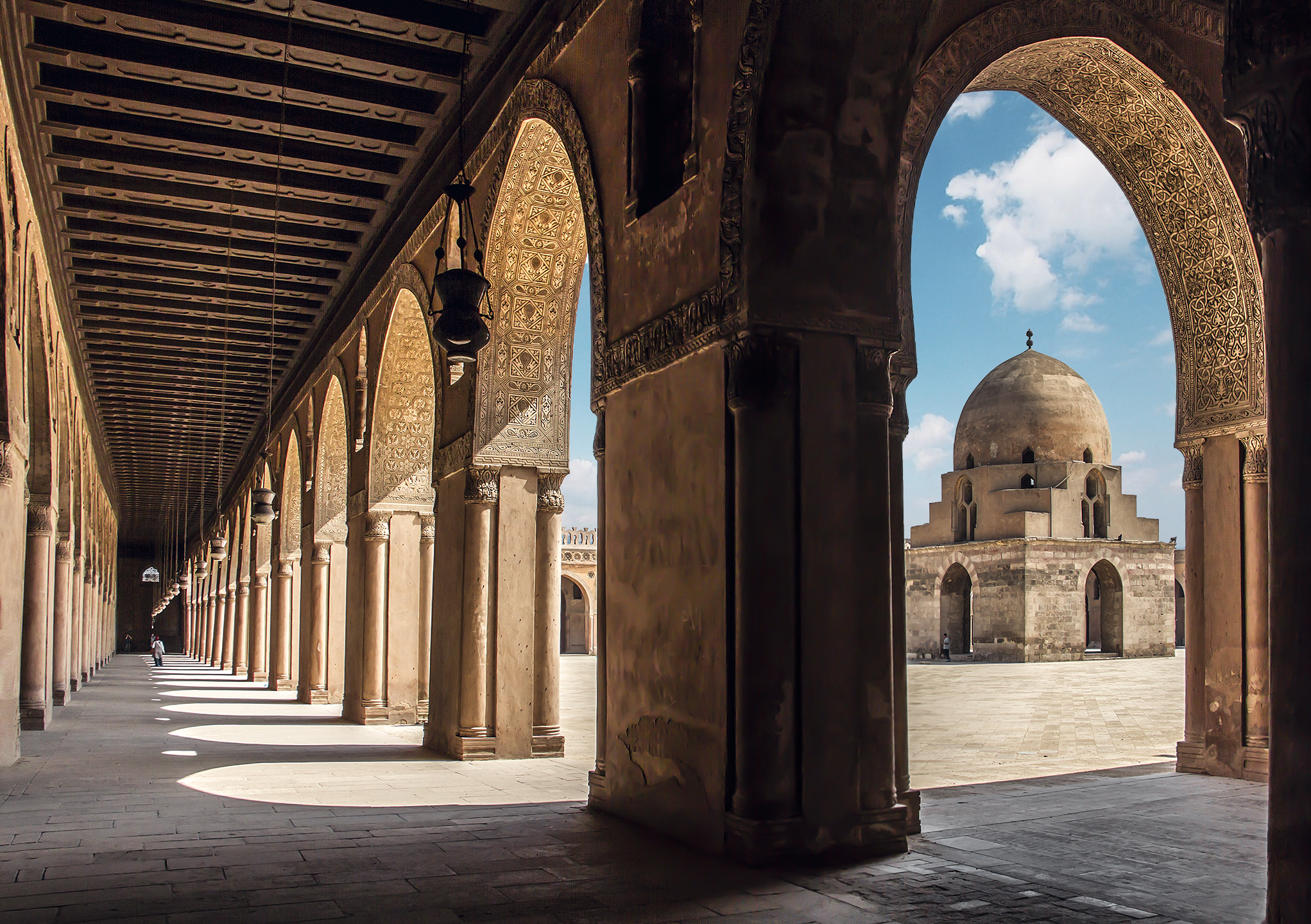
Mesquita de Amade ibne Tulune, construída no século IX, é uma das mais antigas do Cairo

Após a conquista islâmica em 639, o Baixo Egito foi administrado inicialmente por governadores agindo em nome dos califas "bem-guiados" e depois pelos omíadas em Damasco, mas em 747 os omíadas foram derrubados. Durante todo o domínio islâmico, Alascar foi nomeada a capital e abrigou a administração dominante. A conquista levou a duas províncias separadas, ambas sob um único governante, o Alto e Baixo Egito. Essas duas regiões bem distintas seriam fortemente governadas pelos militares e seguiriam as demandas emanadas do governador do Egito e impostas pelos chefes de suas comunidades.
O Egito foi governado por muitas dinastias desde o início do controle islâmico em 639 até o fim dele no início do século XVI. O período omíada durou de 658 a 750. Em seguida veio o período abássida que se concentrou em impostos e centralização do poder. Em 868, os tulúnidas, governados por Amade ibne Tulune, expandiram o território do Egito para o Levante. Ele governaria até sua morte em 884. Após anos de turbulência sob o sucessor de Amade ibne Tulune, muitos cidadãos desertaram de volta para os abássidas e em 904 eles recuperariam o poder dos tulúnidas. Em 969, o Egito ficou sob o controle do califado ocidental e dos fatímidas. Esta dinastia começaria a desaparecer após a morte de seu último governante em 1171.
Em 1174, o Egito ficou sob o domínio dos aiúbidas. Estes governavam de Damasco, não da cidade do Cairo. Esta dinastia lutou contra os Estados cruzados durante a Quinta Cruzada. O sultão aiúbida Sale Aiube recapturou Jerusalém em 1244. Ele introduziu forças mamelucas em seu exército para conter os cruzados. Esta seria uma decisão da qual se arrependeria.
Os aiúbidas foram derrubados por seus guarda-costas, conhecidos como mamelucos em 1252. Os mamelucos governaram sob a suserania dos Califas do Cairo até 1517, quando o Egito se tornou parte do Império Otomano como o eialete (província) do Egito (Eyālet-i Mıṣr).

## Economia do Egito Medieval

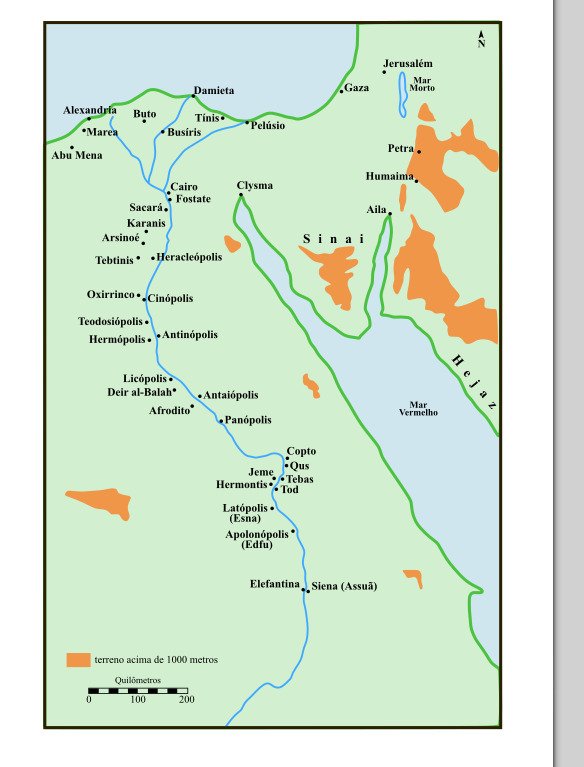
O mapa medieval do Egito (400-800), de Framing the Early Middle Ages (Chris Wickham, 2005), mostra o Rio Nilo como base da economia e unificação do Egito.

O Egito, localizado à beira do deserto, era mais protegido que outras regiões africanas, principalmente devido à inóspita natureza de seu deserto e à fertilidade proporcionada pelo Nilo. Esse rio era crucial para a sobrevivência e prosperidade do país, pois suas cheias anuais renovavam a terra com aluviões, tornando a região altamente produtiva. O Nilo não apenas alimentava uma população densa, mas também viabilizava uma rede de transporte barata e segura, conectando regiões distantes como Assuã e Alexandria, o que favorecia tanto o comércio quanto a administração fiscal.
A geografia egípcia é essencialmente definida por um estreito vale ao longo do Nilo, que se estende por cerca de 800 km do Cairo a Assuã, além do triângulo do Delta no norte. A fertilidade do solo, impulsionada pelas inundações do Nilo, permitia uma produção agrícola superior, o que sustentava uma população urbana considerável, especialmente em comparação com outras regiões mediterrâneas. Durante o período romano, o Egito era um pilar fundamental na rede fiscal do Império , com sua produção de cereais sendo vital para o sustento do império oriental.
A estabilidade política do Egito, devido ao controle eficaz proporcionado pelo Nilo, foi notável, especialmente no final do período romano, até a década de 610, quando pouco perturbaram seu funcionamento interno. Em contraste com a escassez de fontes em outras partes do império, o Egito se destaca pela abundância de papiros, que fornecem uma rica documentação social e econômica, especialmente de centros como Oxyrhynchos e Aphrodito. Esses papiros são uma das fontes mais ricas de dados históricos sobre o Egito durante o período romano  e fornecem uma visão detalhada da estrutura social e econômica da região.

## Início do período islâmico

### Conquista muçulmana do Egito

A era dos primeiros califas
Maomé, 622-632
Califado Ortodoxo, 632-661
Califado Omíada, 661-750

Em 639, um exército de cerca de 4 mil homens foi enviado contra o Egito pelo segundo califa, Omar (r. 634–644), sob o comando de Anre ibne Alas. Este exército foi acompanhado por outros 5 mil homens em 640 e derrotou as forças bizantinas na batalha de Heliópolis. Em seguida, Anre seguiu na direção de Alexandria, que foi entregue a ele por um tratado assinado em 8 de novembro de 641. Alexandria foi reconquistada pelo Império Bizantino em 645, mas foi retomada por Anre em 646. Em 654 uma frota de invasão enviada por Constante II (r. 641–668) foi repelida. Desde esse momento nenhum esforço sério foi feito pelos bizantinos para recuperar a posse do país.

### Administração inicial do Egito islâmico
Após a primeira rendição de Alexandria, Anre escolheu um novo local para estabelecer seus homens, perto da localização da fortaleza bizantina de Babilônia. O novo assentamento recebeu o nome de Fostate, em homenagem à tenda de Anre, que havia sido montada ali quando os árabes sitiaram a fortaleza. Fostate rapidamente se tornou o ponto focal do Egito Islâmico, e, com exceção da breve mudança para Heluã durante uma praga em 689, e o período de 750-763, quando a sede do governador mudou para Alascar, a capital e residência da administração. Após a conquista, o país foi inicialmente dividido em duas províncias, Alto Egito (Alçaíde) e Baixo Egito com o Delta do Nilo (Asfal Alarde). Em 643/4, no entanto, o califa Otomão nomeou um único governador (uáli) com jurisdição sobre todo o Egito, residente em Fostate. O governador, por sua vez, nomearia delegados para o Alto e Baixo Egito. Alexandria permaneceu um distrito distinto, refletindo seu papel como escudo do país contra ataques bizantinos e como o principal bases navais. Foi considerada fortaleza de fronteira (arrábita) sob um governador militar e fortemente guarnecida, com um quarto da guarnição da província servindo lá em rotação semestral. Ao lado do uáli, estava também o comandante da polícia (saíbe da xurta), responsável pela segurança interna e pelo comando do "junde" (exército).
O principal pilar do início do domínio e controle muçulmano no país era a força militar, ou junde, composta pelos colonos árabes. Estes foram inicialmente os homens que seguiram Anre e participaram da conquista. Os seguidores de Anre eram, em sua maioria, compostos por tribos iamanitas da Arábia do Sul em vez de tribos da Arábia do Norte (caicitas), que mal estavam representados na província; foram eles que dominaram os assuntos do país durante os primeiros dois séculos de domínio muçulmano. Inicialmente, somavam 15 500, mas seus números cresceram com a emigração nas décadas subsequentes. Na época do califa Moáuia I (r. 661–680), o número de homens registrados na lista do exército (divã aljunde) e com direito a uma taxa anual pagar (ʿaṭāʾ) atingiu 40 mil. Ciumentos de seus privilégios e posição, que lhes davam direito a uma parte da receita local, os membros do junde praticamente fecharam o registro para novas entradas. Foi somente após as perdas da Segunda Fitna que os registros foram atualizados e, ocasionalmente, os governadores acrescentavam soldados em massa às listas como forma de angariar apoio político.
A conversão de coptas para o Islão eram raras inicialmente, pois eles viam o domínio muçulmano não mais nem menos opressivo do que o domínio bizantino. Isso também se aliou ao fato dos muçulmanos pouco interferirem na vida dos nativos egípcios nesse período inicial. 

### Período omíada
Durante a Primeira Fitna, o califa Ali (r. 656–661) nomeou Maomé ibne Abi Becre como governador do Egito, mas Anre liderou uma invasão no verão de 658 que derrotou ibne Abi Becree garantiu o país aos omíadas. Anre então serviu como governador até sua morte em 664. De 667/8 até 682, a província foi governada por outro fervoroso partidário pró-omíada, Maslama ibne Mucalade. Durante a Segunda Fitna, Abedalá ibne Zobair ganhou o apoio dos carijitas no Egito e enviou seu próprio governador, Abederramão ibne Otba Alfiri, para a província. O regime de Zobair, apoiado pelos carijitas, era muito impopular entre os árabes locais, que pediram ajuda ao califa omíada Maruane I (r. 684–685). Em dezembro de 684, Maruane invadiu o Egito e o reconquistou com relativa facilidade. Maruane instalou seu filho Abdalazize como governador. Contando com seus laços estreitos com o junde, Abdalazize governou o país por 20 anos, gozando de ampla autonomia e governando praticamente como um vice-rei. Também supervisionou a conclusão da conquista muçulmana do norte da África; foi ele quem nomeou Muça ibne Noçáir em seu cargo de governador da Ifríquia. Abdalazize esperava ser sucedido por seu filho, mas quando ele morreu, o califa Abedal Maleque ibne Maruane (685–695) enviou seu próprio filho, Abedalá, como governador em um movimento para reafirmar o controle e evitar que o país se tornasse um domínio hereditário.
Abedal Maleque ibne Rifá Alfami em 715 e seu sucessor Aiube ibne Xarabil em 717 foram os primeiros governadores escolhidos entre os jundes, em vez de membros da família omíada ou da corte. Relata-se que ambos aumentaram a pressão sobre os coptas e iniciaram medidas de islamização. O ressentimento dos coptas contra os impostos levou a uma revolta em 725. Em 727, para fortalecer a representação árabe, uma colônia de três mil árabes foi estabelecida perto de Bilbeis. Enquanto isso, o emprego da língua árabe vinha ganhando terreno constantemente e, em 706, tornou-se a língua oficial do governo. O árabe egípcio, o dialeto árabe moderno do Egito, começou a se formar. Outras revoltas dos coptas são registradas nos anos 739 e 750, o último ano da dominação omíada. Os surtos em todos os casos são atribuídos ao aumento da tributação.

### Período abássida
O período abássida foi marcado por novos impostos e os coptas se revoltaram novamente no quarto ano do governo. No início do século  IX, a prática de governar o Egito por meio de um governador foi retomada sob Abedalá ibne Tair, que decidiu residir em Baguedade, enviando um substituto ao Egito para governar por ele. Em 828, outra revolta egípcia estourou e, em 831, os coptas se uniram aos muçulmanos nativos contra o governo.
Uma grande mudança ocorreu em 834, quando o califa Almotácime interrompeu a prática de pagar o junde, pois nominalmente ainda formavam a guarnição da província — o ʿaṭāʾ da arrecadação local. Almotácime interrompeu a prática, removendo as famílias árabes dos registros do exército do divã e ordenando que as receitas do Egito fossem enviadas ao governo central, que então pagaria o ʿaṭāʾ apenas às tropas turcas estacionadas na província. Este foi um movimento no sentido de centralizar o poder nas mãos da administração califal central, mas também sinalizou o declínio das antigas elites e a passagem do poder para os oficiais enviados à província pela corte abássida, principalmente os soldados turcos favorecidos por Almotácime. Quase ao mesmo tempo, pela primeira vez, a população muçulmana começou a superar os cristãos coptas em número e, ao longo do século IX, os distritos rurais foram cada vez mais sujeitos à arabização e à islamização. A rapidez desse processo e o influxo de colonos após a descoberta das minas de ouro e esmeralda em Assuão significavam que o Alto Egito, em particular, era apenas superficialmente controlado pelo governador local. Além disso, a persistência de conflitos internos e turbulência no coração do estado abássida — a chamada "Anarquia em Samarra" — levou ao surgimento de movimentos revolucionários milenaristas na província sob uma série de pretendentes álidas na década de 870. Em parte, esses movimentos foram uma expressão de insatisfação e alienação do governo imperial de Baguedade; esses sentimentos se manifestariam no apoio de vários egípcios aos fatímidas no século X.

### Período tulúnida

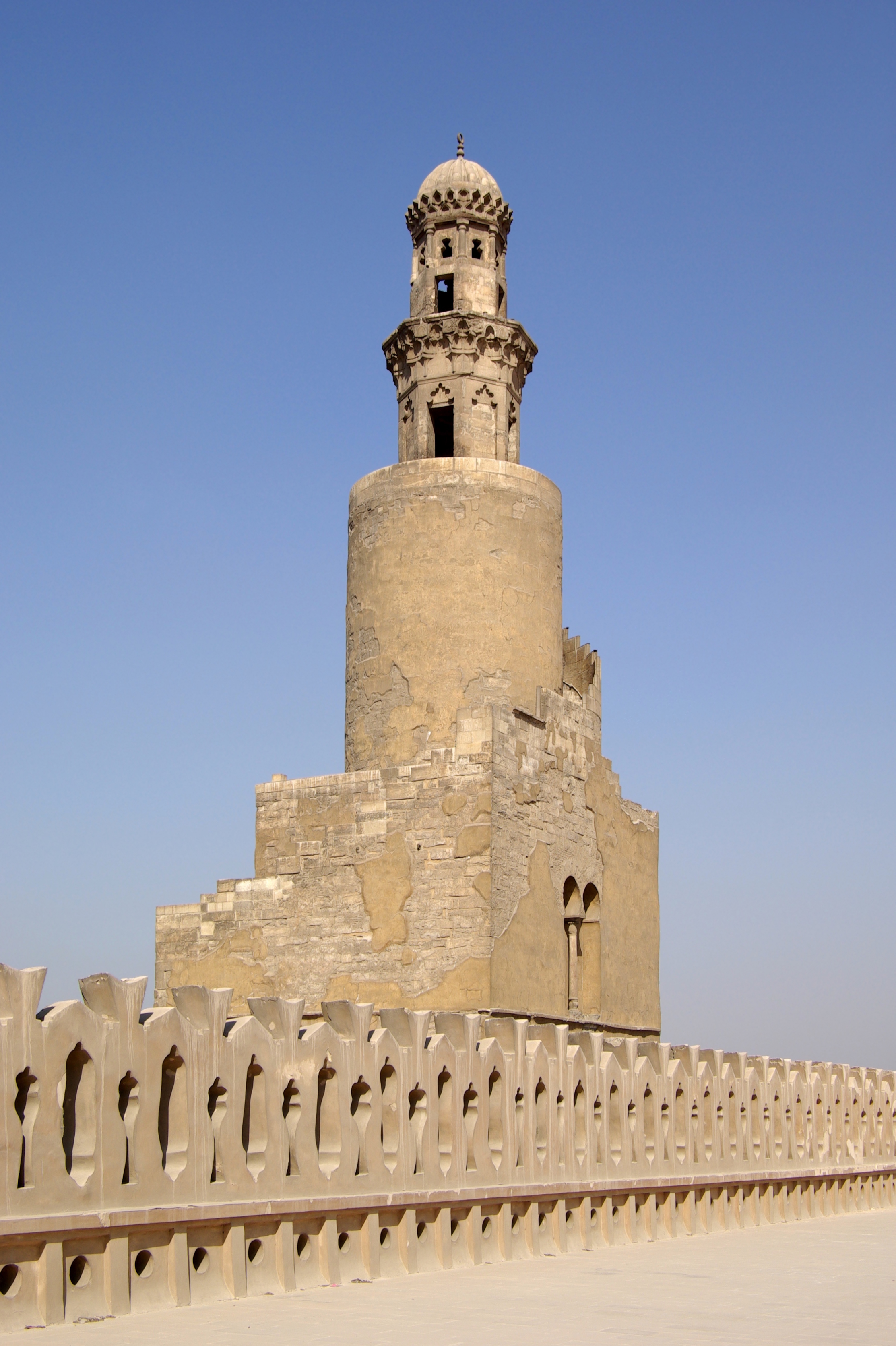
Minarete espiral da Mesquita de ibne Tulune no Cairo

Em 868, o califa Almutaz (r. 866–869) deu o comando do Egito ao general turco Baiaquebaque. Este, por sua vez, enviou seu enteado Amade ibne Tulune como seu tenente e governador residente. Esta nomeação deu início a uma nova era na história do Egito: até então uma província passiva de um império, sob ibne Tulune ressurgiria como centro político independente. Ele usaria a riqueza do país para estender seu governo ao Levante, num padrão seguido por regimes posteriores baseados no Egito, do Reino Iquíxida ao Sultanato Mameluco.
Os primeiros anos do governo de ibne Tulune foram dominados por sua luta pelo poder com o poderoso chefe da administração fiscal, ibne Almudabir. Este último havia sido nomeado agente fiscal (amil) já desde ca. 861, e rapidamente se tornou o homem mais odiado do país ao dobrar os impostos e impor novos impostos aos muçulmanos e não-muçulmanos. Por 872, ibne Tulune conseguiu a demissão de ibne Almudabir e assumiu a gestão do fisco ele mesmo, e conseguiu montar um exército próprio, tornando-se assim de facto independente de Baguedade. Como sinal de seu poder, estabeleceu uma nova cidade palaciana a nordeste de Fostate, chamada Alcatai, em 870. O projeto foi uma emulação consciente e rival da capital abássida Samarra, com alojamentos atribuídos aos regimentos de seu exército, um hipódromo, hospital e palácios. A peça central da nova cidade era a Mesquita de ibne Tulune. Ibne Tulune continuou a imitar o modelo familiar de Samarra também no estabelecimento de sua administração, criando novos departamentos e confiando-os a funcionários treinados em Samarra. Seu regime foi em muitos aspectos típico do "sistema gulam" que se tornou um dos dois principais paradigmas das políticas islâmicas nos séculos IX e X, quando o Califado Abássida se fragmentou e novas dinastias surgiram. Estes regimes baseavam-se no poder de um exército regular composto por soldados escravos ou gulans, mas por sua vez, segundo Hugh N. Kennedy, "o pagamento das tropas era a maior preocupação do governo". É, portanto, no contexto do aumento dos requisitos financeiros que em 879, a supervisão das finanças passou para Abu Becre Amade ibne Ibraim Almadarai, o fundador da dinastia burocrática Almadarai que dominou o aparato fiscal do Egito pelos próximos 70 anos. A paz e a segurança proporcionadas pelo regime tulúnida, o estabelecimento de uma administração eficiente e reparos e expansões no sistema de irrigação, juntamente com uma consistente alto nível de cheias do Nilo, resultou num grande aumento na receita. Ao final de seu reinado, ibne Tulune havia acumulado uma reserva de dez milhões de dinares.
A ascensão de ibne Tulune foi facilitada pela debilidade do governo abássida, ameaçado pela ascensão dos safáridas no leste e pela Rebelião Zanje no próprio Iraque, e dividido devido à rivalidade entre o califa Almutâmide (r. 870–892) e seu irmão cada vez mais poderoso e regente de facto, Almuafaque. O conflito aberto entre ibne Tulune e Almuafaque eclodiu em 875/6. Este último tentou expulsar ibne Tulune do Egito, mas a expedição enviada contra ele mal alcançou a Síria. Em retaliação, com o apoio do califa, em 877/8 ibne Tulune recebeu a responsabilidade por toda a Síria e os distritos fronteiriços da Cilícia (o tugur). Ibne Tulune ocupou a Síria, mas não conseguiu tomar Tarso na Cilícia, e foi forçado a retornar ao Egito devido à revolta abortada de seu filho mais velho, Abas. Ibne Tulune prendeu Abas e nomeou seu segundo filho, Cumarauai, como seu herdeiro. Em 882, esteve perto de fazer com que o Egito se tornasse o novo centro do califado, quando Almutâmide tentou fugir para seus domínios. No caso, porém, o califa foi alcançado e levado de volta a Samarra (fevereiro de 883) e sob o controle de seu irmão. Isso abriu novamente a brecha entre os dois governantes: ibne Tulune organizou uma assembleia de juristas religiosos em Damasco que denunciou Almuafaque como usurpador, condenou seus maus-tratos ao califa, declarou seu lugar na sucessão como nulo e pediu uma jiade contra ele. Almuafaque foi devidamente denunciado em sermões nas mesquitas nos domínios tulúnidas, enquanto o regente abássida respondeu na mesma moeda com uma denúncia ritual de ibne Tulune. Ibne Tulune então tentou mais uma vez, novamente sem sucesso, impor seu domínio sobre Tarso. Ele adoeceu em sua viagem de volta ao Egito e morreu em Fostate em 10 de maio de 884. 

Mapa dos domínios tulúnidas no final do reinado de Cumarauai

Com a morte de ibne Tulune, Cumarauai, com o apoio das elites tulúnidas, teve sucesso sem oposição. Ibne Tulune legou a seu herdeiro "um exército experiente, uma economia estável e um círculo de comandantes e burocratas experientes". Cumarauai foi capaz de preservar sua autoridade contra a tentativa do abássida de derrubá-lo na Batalha de Tauaim e até obteve ganhos territoriais adicionais, reconhecidos num tratado com Almuafaque em 886 que deu aos tulúnidas o governo hereditário sobre o Egito e Síria por 30 anos. A ascensão do filho de Almuafaque, Almutadide (r. 892–902), como califa em 892 marcou uma nova reaproximação, culminando no casamento da filha de Cumarauai para o novo califa, mas também o retorno das províncias de Diar Rebia e Diar Mudar ao controle califal. Internamente, o reinado de Cumarauai foi de "luxo e decadência" (Hugh N. Kennedy), mas também uma época de relativa tranquilidade no Egito, bem como na Síria, uma ocorrência bastante incomum para o período. No entanto, os gastos extravagantes de Cumarauai esgotaram o fisco e, na época de seu assassinato em 896, o tesouro tulúnida estava vazio. Após a morte de Cumarauai, conflitos internos minaram o poder tulúnida. O filho de Cumarauai, Jaixe, era um bêbado que executou seu tio, Mudar ibne Amade ibne Tulune; ele foi deposto depois de apenas alguns meses e substituído por seu irmão Harune ibne Cumarauai. Harune também era um governante fraco e, embora uma revolta de seu tio Rebia em Alexandria tenha sido reprimida, os tulúnidas foram incapazes de enfrentar os ataques dos carmatas que começaram ao mesmo tempo. Além disso, muitos comandantes desertaram aos abássidas, cujo poder reviveu sob a liderança competente do filho de Almuafaque, o califa Almutadide. Finalmente, em dezembro de 904, dois outros filhos de ibne Tulune, Ali e Xaibã, assassinaram seu sobrinho e assumiram o controle do Estado tulúnida. Longe de interromper o declínio, este evento alienou os principais comandantes na Síria e levou à reconquista rápida e relativamente sem oposição da Síria e do Egito pelos abássidas sob o comando de Maomé ibne Solimão Alcatibe, que entrou em Fostate em janeiro de 905. Com exceção da Grande Mesquita de ibne Tulune, as vitoriosas tropas abássidas pilharam Alcatai e a arrasaram.

### Segundo período abássida e período iquíxida
Os abássidas foram capazes de repelir as invasões fatímidas do Egito em 914–915 e 919–921. Em 935, depois de repelir outro ataque fatímida, o comandante turco Maomé ibne Tugueje tornou-se o governante de facto do Egito com o título de iquíxida. Após sua morte em 946, a sucessão de seu filho Unujur foi pacífica e indiscutível, devido à influência do poderoso e talentoso comandante-em-chefe Abul Misque Cafur. Um dos muitos escravos negros africanos recrutados por iquíxida, Cafur permaneceu o ministro supremo e governante virtual do Egito nos 22 anos seguintes, assumindo o poder por direito próprio em 966 até sua morte dois anos depois. Encorajados por sua morte, em 969 os fatímidas invadiram e conquistaram o Egito, iniciando uma nova era na história do país.

## Período fatímida

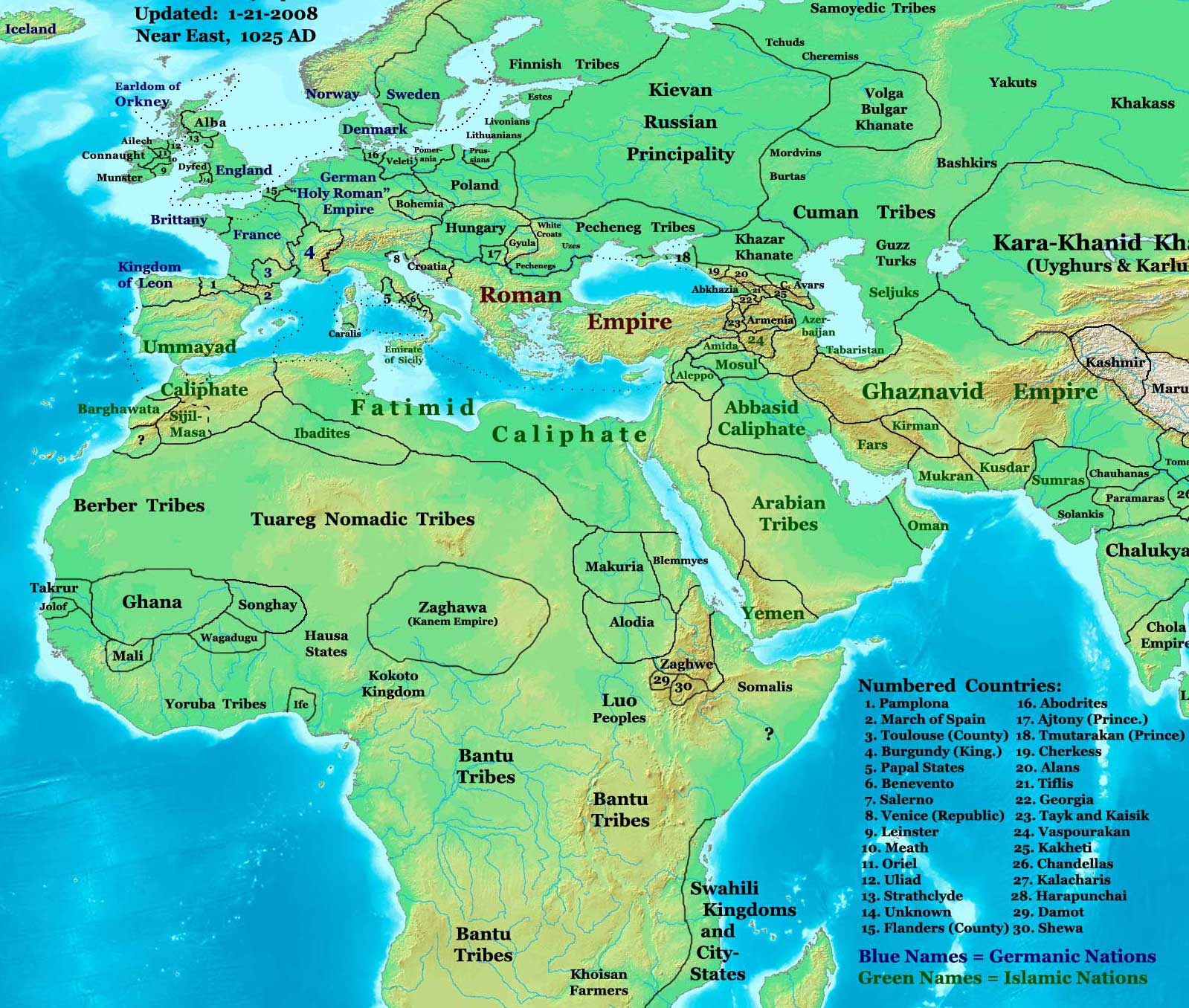
O Oriente próximo em 1025, mostrando o califado fatímida e vizinhos

Em 969, no reinado do quarto califa fatímida, Almuiz Aldim Alá, seu comandante em chefe, Jauar Assiquili, conquistou o Egito e fundou nele uma nova cidade, al-Qahira, ou Cairo. Seu propósito inicial não era a de ser uma nova capital, mas sim para fornecer um alojamento seguro para o exercito de Jauar, assim como um centro de governo regional Um palácio para o califa e uma mesquita para o exército foram imediatamente construídos, que por muitos séculos permaneceu o centro do aprendizado e da religião muçulmanas. No entanto, os carmatas de Damasco sob Haçane Alaçame avançaram da Palestina para o Egito, e no outono de 971 Jauar viu-se cercado em sua nova cidade. Por uma surtida oportuna, precedida pela administração de subornos a vários oficiais do exército carmata, Jauar conseguiu infligir uma severa derrota aos sitiantes, que foram obrigados a evacuar o Egito e parte da Síria.
Enquanto isso, o califa Almuiz foi convocado para entrar no palácio que havia sido preparado para ele e, depois de deixar um vice-rei para cuidar de suas posses ocidentais, chegou em Alexandria em maio de 973, e passou a instruir seus novos súditos na forma particular de religião (xiismo) que sua família representava. Como isso era na origem idêntico ao professado pelos carmatas, ele esperava ganhar a submissão de seu líder por meio de argumentos; mas esse plano não teve sucesso, e houve uma nova invasão daquele bairro no ano seguinte à sua chegada, e o califa se viu cercado em sua capital.
Os carmatas foram gradualmente forçados a se retirar do Egito e depois da Síria por alguns combates bem-sucedidos e pelo uso criterioso de subornos, pelos quais a discórdia foi semeada entre seus líderes. Almuiz também encontrou tempo para tomar algumas medidas ativas contra os bizantinos, com quem seus generais lutaram na Síria com sorte variada. Antes de sua morte, foi reconhecido como califa em Meca e Medina, bem como na Síria, Egito e norte da África até Tânger.
Sob o vizir Alaziz, houve uma grande quantidade de tolerância concedida às outras seitas do islão e a outras comunidades, mas a crença de que os cristãos do Egito estavam aliados ao imperador bizantino e até queimaram uma frota que estava sendo construída para a guerra bizantina levou a algumas perseguições. Alaziz tentou, sem sucesso, estabelecer relações amistosas com o governante buída de Bagdá e tentou obter a posse de Alepo, como a chave para o Iraque, mas isso foi impedido pela intervenção dos bizantinos. Suas possessões no norte da África foram mantidas e ampliadas, mas o reconhecimento do califa fatímida nessa região foi pouco mais que nominal.

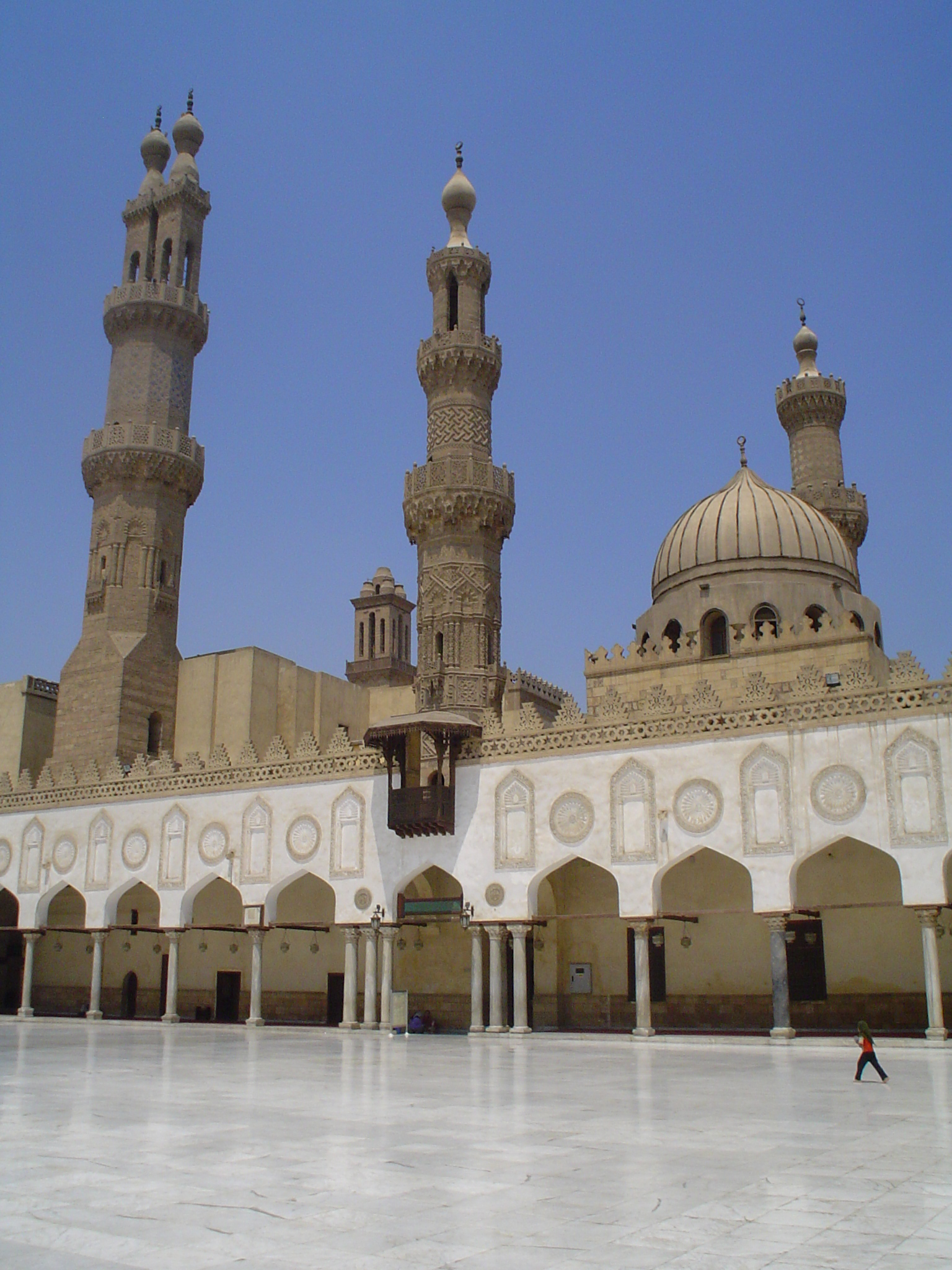
Mesquita de Alazar, do Cairo medieval fatímida

Seu sucessor, Aláqueme Biamir Alá, subiu ao trono aos onze anos, sendo filho de Alaziz com uma mãe cristã. Sua condução dos assuntos foi vigorosa e bem-sucedida, e ele concluiu a paz com o imperador bizantino. Talvez é mais lembrado pela destruição da Igreja do Santo Sepulcro em Jerusalém (1009), uma medida que ajudou a provocar as Cruzadas, mas foi apenas parte de um esquema geral para converter todos os cristãos e judeus em seus domínios às suas próprias opiniões pela força.
Um expediente mais respeitável e com o mesmo objetivo em vista foi a construção de uma grande biblioteca no Cairo, com amplo espaço para estudantes. Ela foi inspirada em uma instituição semelhante em Bagdá. Por razões desconhecidas, Aláqueme Biamir desapareceu em 1021.
Em 1049, a dinastia zírida do Magrebe retornou à fé sunita e tornou-se súdita do califado em Bagdá, mas ao mesmo tempo o Iêmen reconheceu o califado fatímida. Enquanto isso, Bagdá foi tomada pelos turcos, caindo nas mãos do seljúcida Tugrul Begue em 1059. Os turcos também saquearam o Cairo em 1068, mas foram expulsos em 1074. Durante esse período, porém, a Síria foi invadida por um invasor aliado ao seljúcida Maleque Xá I, e Damasco foi perdida permanentemente para os fatímidas. Este período é memorável pela ascensão da Ordem dos Assassinos.
Durante as Cruzadas, al-Mustafa manteve-se em Alexandria e ajudou os Cruzados[carece de fontes?] resgatando Jerusalém dos ortóquidas, facilitando assim a sua conquista pelos Cruzados em 1099. Ele se esforçou para recuperar seu erro avançando sozinho para a Palestina, mas foi derrotado na batalha de Ascalão e obrigado a retirar-se para o Egito. Muitas das possessões palestinas dos fatímidas caíram sucessivamente nas mãos dos cruzados.

## Período aiúbida

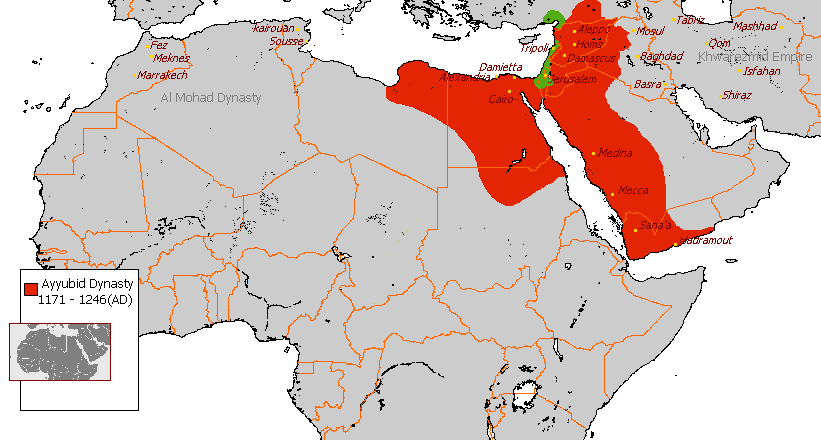
O Império Aiúbida em sua maior extensão

Saladino, um general conhecido como "o Leão", foi confirmado como vice de Noradine no Egito, e com a morte deste em 12 de abril de 1174 ele assumiu o título de sultão. Durante seu reinado, Damasco, em vez do Cairo, foi a principal cidade do império. No entanto, ele fortificou o Cairo, que se tornou o centro político do Egito. Seu domínio sobre o Egito e o norte da Síria foi consolidado foi consolidado em 1183. Grande parte do tempo de Saladino foi gasto na Síria, onde lutou contra os Estados cruzados, e o Egito foi amplamente governado por seu vice Karaksh.
Otomão, o filho de Saladino, o sucedeu no Egito em 1193. Ele se aliou com seu tio Adil I contra os outros filhos de Saladino, e após as guerras que se seguiram, Adil I assumiu o poder em 1200. Ele morreu em 1218 durante o cerco de Damieta na Quinta Cruzada, e foi sucedido por Camil, que perdeu a cidade para os cruzados em 1219. No entanto, ele derrotou o avanço deles em direção ao Cairo inundando o Nilo, e eles foram forçados a evacuar o Egito em 1221. Camil foi mais tarde forçado a entregar várias cidades na Palestina e na Síria a Frederico II, imperador romano-germânico durante a Sexta Cruzada, a fim de obter sua ajuda contra Damasco.
Najemadim tornou-se sultão em 1240. Seu reinado viu a recaptura de Jerusalém em 1244 e a introdução de uma força maior de mamelucos no exército. Muito do seu tempo foi gasto em campanhas na Síria, onde se aliou aos corasmianos contra os cruzados e aiúbidas. Em 1249, ele enfrentou uma invasão de Luís IX da França (a Sétima Cruzada), e Damieta foi novamente perdida. Najemadim morreu logo depois disso, mas seu filho Turã Xá derrotou Luís e expulsou os cruzados do Egito. Turã Xá logo foi derrubado pelos mamelucos, que se tornaram os "fabricantes de reis" desde sua chegada e agora queriam poder total para si mesmos.

## Egito mameluco
A abordagem violenta dos mamelucos no poder lhes trouxe grande prosperidade política e econômica e a tornaram os governantes do Egito. O período mameluco do Egito começou com a Dinastia Bahri e foi seguido pela Dinastia Burji. A primeira governaria de 1250 a 1382, enquanto a segunda duraria de 1382 a 1517.
As contribuições culturais do império mameluco abrangem mais do que a religião. Literatura e astronomia eram dois assuntos que os mamelucos valorizavam e participavam fortemente. Eram uma sociedade altamente alfabetizada e educada. As bibliotecas particulares eram um símbolo de status na cultura mameluca. Algumas das bibliotecas descobertas mostram vestígios de milhares de livros; a soma de tantos livros teria custado uma grande quantia da renda de uma família.
O fim do período mameluco foi causado por problemas como fome, tensões militares, doenças e altos impostos.